# 富士レイクサイドカントリー倶楽部
富士レイクサイドカントリー倶楽部（ふじレイクサイドカントリーくらぶ）は、山梨県南都留郡鳴沢村にあるメンバーシップ制のゴルフ場。

## 住所
- 〒401-0320　山梨県南都留郡鳴沢村字富士山8545-6

## アクセス

### 車の場合
- 中央自動車道/河口湖インターチェンジより7km
- 東富士五湖道路/富士吉田インターチェンジより7分

### 電車の場合
- 利用路線	富士山麓電気鉄道富士急行線・河口湖駅下車
  - クラブバス	なし
  - タクシー	河口湖駅から10分

## トーナメント開催情報
- フジサンケイレディスクラシック - 2005年